# Gabriel Ruiz
Gabriel Ruiz Galindo, född 18 mars 1908 i Guadalajara, Jalisco, död 1999 i Mexico City, Mexiko, var en mexikansk kompositör.

## Verk

### Sånger
- 1943 – "Amor"

### Filmmusik
- 1952 – Delirio tropical
- 1945 – La sombra de Chucho el Roto
- 1943 – Tentación
- 1940 – Man or Devil